# Katarzyna Aragońska
Katarzyna Aragońska (ur. 16 grudnia 1485 w Alcalá de Henares, zm. 7 stycznia 1536 w Kimbolton) – królewna aragońska i kastylijska, księżna Walii w latach 1499–1509 i 1533–1536, królowa Anglii w latach 1509–1533 jako pierwsza żona Henryka VIII Tudora, regentka Anglii w roku 1513, matka Marii I.

## Tytulatura
Zawarcie przez księcia Walii Artura nierozerwalnego małżeństwa z Katarzyną, księżną Walii nastąpiło 19 maja 1499 roku. Do dnia śmierci małżonka Katarzynę tytułowano księżną Walii, a po zgonie Artura księżną wdową Walii.
Po zawarciu ślubu z młodszym bratem Artura Henrykiem VIII Katarzynie przysługiwał tytuł królowej Anglii: Serenissima Catharina Angliae Regina, niekiedy wraz z określeniem jej pochodzenia od królów Kastylii i Aragonii: D.[omina] Catharina Castiglia de Aragonia Angliae Regina, w skróconej wersji angielskiej Katherina the Qwene.
Od czerwca do października 1513 r., w czasie kampanii francuskiej Henryka VIII, Katarzyna pełniła funkcję regentki i pani Anglii, Walii i Irlandii.
Od momentu ogłoszenia przez arcybiskupa Canterbury werdyktu unieważniającego jej drugie małżeństwo Katarzyna de facto straciła prawo do posługiwania się tytułem królowej Anglii. Ponieważ orzeczono, że jedynym ważnym związkiem Katarzyny było małżeństwo z Arturem, a związek z Henrykiem VIII był konkubinatem, Katarzyna miała prawo do używania tytułu księżnej wdowy Walii. Koronacja Anny Boleyn jako jedynej prawowitej królewskiej małżonki, która odbyła się 1 czerwca 1533 roku, ostatecznie pozbawiała Katarzynę możliwości posługiwania się tytułem królowej angielskiej. Katarzyna sprzeciwiała się jednak obniżeniu swojej pozycji, opierając się głównie na fakcie, że jest koronowaną i namaszczoną królową. Dlatego 5 lipca 1533 roku wydana została proklamacja pozbawiająca Katarzynę tytułu królewskiego, chociaż ostateczną decyzję w tej sprawie zakomunikowano jej już 3 lipca.

## Młodość
Katarzyna urodziła się w zamku należącym do arcybiskupa Toledo 16 grudnia 1485 r. Była najmłodszą córką hiszpańskich królów katolickich – rządzącej Kastylią we własnym imieniu Izabeli oraz władcy Aragonii Ferdynanda. Imię otrzymała po swojej prababce, królewnie angielskiej Katarzynie.
Dzieciństwo spędziła w Hiszpanii. Łączyła ją bardzo silną więź z matką. Była niewysoka, z rudymi włosami i błękitnymi oczami, owalną twarzą i zdrową cerą. Jej guwernerem był Alessandro Geraldini, ksiądz, który zapewnił jej klasyczne wykształcenie. Uczył ją historii, heraldyki i genealogii, młoda księżniczka mówiła biegle po hiszpańsku i łacinie, bardzo dobrze znała francuski. Erazm z Rotterdamu napisał później, że „kochała dobrą literaturę, którą poznawała od dzieciństwa”. Nauczono ją również koronkarstwa, haftu, muzyki i tańca. Mimo że od najmłodszych lat obiecana była Arturowi, aż do wyjazdu do Anglii nie uczono jej angielskiego. Nie posiadła także solidnej wiedzy z etykiety dworskiej, co niekorzystnie wpłynęło na jej aklimatyzację w Londynie i przyczyniło się do późniejszych kłopotów na dworze angielskim.
W marcu 1488 Ferdynand polecił swojemu ambasadorowi na dworze angielskim, dr Roderigo de Puebla, by zaproponował małżeństwo infantki z Arturem, starszym synem Henryka VII, i sojusz przeciwko Francji. Propozycja została natychmiast przyjęta. Katarzyna była świetną partią, gdyż sama miała większe prawo do brytyjskiego tronu niż Henryk VII, a połączone przez małżeństwo Ferdynanda z Izabelą Aragonia i Kastylia stanowiły nową potęgę europejską, z którą sojusz był bardzo korzystny dla Tudorów. Legalność panowania Henryka VII nie była powszechnie uznawana, natomiast prawa Katarzyny nie budziły wątpliwości, więc takie małżeństwo ostatecznie legitymizowałoby prawa Tudorów do tronu angielskiego. Traktat zawarto w Medina del Campo w 1489. Oboje zostali poślubieni przez pełnomocnika 19 maja 1499 i korespondowali po łacinie, aż do czasu, kiedy Artur ukończył 15 lat, co było uznawane za wiek sprawny. Wówczas Katarzyna wyruszyła do Anglii.

## Księżna Walii
Spotkali się 4 listopada w Dogmersfield (Hampshire). Artur napisał do rodziców Katarzyny, że będzie „szczerym i kochającym mężem”, jednak już przy pierwszym spotkaniu okazało się, że nie będą się w stanie porozumieć, bo oboje zostali nauczeni odmiennej wymowy łacińskiej. 10 dni później odbył się ślub w starej Katedrze św. Pawła w Londynie. Wkrótce potem została wypłacona połowa z 200 tys. koron posagu. Nowożeńcy osiedli na zamku w Ludlow, gdzie Artur miał pełnić obowiązki księcia Walii i przewodniczyć Radzie Walii i Marchii. Artur był słaby i chorowity. Po kilku miesiącach ciężko zachorował, prawdopodobnie na angielskie poty. 2 kwietnia 1502 umarł. Katarzyna w wieku 17 lat została wdową. Do końca życia utrzymywała, iż z powodu słabości Artura małżeństwo nie zostało skonsumowane.
Aby uniknąć komplikacji, Henryk VII i Ferdynand ustalili, że Katarzyna poślubi brata Artura, pięć lat młodszego Henryka. Jednak Henryk VII zaczął zwlekać ze ślubem, tłumacząc się, iż nie otrzymał jeszcze zaległej drugiej połowy posagu. W 1504 Izabela umarła i wartość sojuszu z Ferdynandem, który władał już tylko Aragonią, zmalała. Kastylia była znacznie ważniejsza, ale jej tron odziedziczyła starsza siostra Katarzyny – Joanna Szalona. Wkrótce Henryk osiągnął wiek sprawny, ale jego ojciec wciąż odkładał umówiony ślub, aż w końcu przestało być pewne, że do niego dojdzie. W tym czasie Katarzyna stała się nieformalnym więźniem w Durham House w Londynie. W listach skarżyła się na traktowanie, biedę, a czasem wręcz nędzę, której doświadczała. Nie stać jej było na nowe ubranie, musiała oszczędzać na jedzeniu, a jej służba była nieopłacona. W 1507 została wyznaczona przez ojca na ambasadora hiszpańskiego na dworze angielskim (pierwsza kobieta w tej roli w historii Europy), co polepszyło jej pozycję. Małżeństwo z Henrykiem było możliwe tylko dzięki dyspensie papieskiej, ponieważ prawo kanoniczne zakazywało małżeństwa z wdową po bracie. Katarzyna twierdziła, że nie zostało skonsumowane, więc nie stanowiło przeszkody. Siedem lat po śmierci Artura, 11 czerwca 1509, wyszła za mąż za Henryka, który od kilku tygodni był nowym królem Anglii. Katarzyna miała wówczas 24 lata, Henryk – 18.

## Królowa Anglii
W sobotę 23 czerwca przez ulice Londynu przeszła tradycyjna parada koronacyjna, witana owacyjnie przez tłumy mieszkańców. Jak to było w zwyczaju, poprzednią noc para spędziła w Tower. Następnego dnia, 24 czerwca, arcybiskup Canterbury dokonał uroczystego namaszczenia i koronacji pary królewskiej w Opactwie Westminsterskim. Uroczystości przeniosły się do Pałacu Westminsterskiego, król wyznaczył nowych kawalerów Orderu Łaźni. W ciągu następnych miesięcy królowa Katarzyna wiele razy prezentowała się publicznie i była przyjmowana entuzjastycznie przez lud Anglii.
31 stycznia 1510 poroniła córkę. Pierwszy syn, Henryk Tudor, książę Kornwalii, urodził się w Nowym Roku 1511, ale zmarł po 2 miesiącach 23 lutego 1511. W 1513 Katarzyna była kolejny raz w ciąży, ale zaraz po powrocie Henryka z Francji znowu poroniła syna. W grudniu 1514 urodziła syna, któremu dano na imię Henryk, ale wkrótce umarł. 18 lutego 1516 urodziła zdrową córkę i było to jedyne ich dziecko, które dożyło dorosłości – księżniczka Maria, późniejsza królowa Maria I Tudor. Trzy dni później Maria została uroczyście ochrzczona w kościele franciszkanów. W 1518 Katarzyna zaszła w ciążę po raz ostatni. 10 listopada urodziła córkę, ale dziecko było słabe i wkrótce umarło. W sumie Katarzyna była w ciąży przynajmniej sześć razy, z tego dwa razy poroniła, a trzy razy urodziła dzieci, które wkrótce zmarły.
11 czerwca 1513 Henryk udał się na wyprawę wojenną do Francji i wyznaczył Katarzynę regentką. Kiedy Ludwik I Orleański podczas walk o Thérouanne dostał się do niewoli, Henryk wysłał go do Katarzyny. W tym czasie Szkoci najechali Anglię od północy. Katarzyna 3 września nakazała Thomasowi Lovellowi, który był Kanclerzem Skarbu, zorganizować armię, a sama, pomimo że była w zaawansowanej ciąży, pojechała wierzchem w zbroi na wojnę. Jej mowę do żołnierzy zapisał historyk Pedro Mártir de Anghiera. Kiedy dotarła do niej wiadomość o zwycięstwie w bitwie na Flodden Field, przebywała w pobliżu Buckingham. Z opactwa Woburn napisała do Henryka list, załączając skrwawioną szatę zabitego w bitwie króla Szkocji Jakuba IV, której Henryk użył jako sztandaru podczas oblężenia Tournai.
Z czasem rosło zainteresowanie Katarzyny sprawami religii i nauki. Pogłębiała swoją wiedzę i zapewniała córce najlepszą edukację. To głównie dzięki Katarzynie w Anglii stało się modne kształcenie córek. Wspomagała finansowo szkoły. Jednakże Henryk był najbardziej zainteresowany posiadaniem potomka męskiego, który zapewniłby ciągłość dynastii Tudorów. Wciąż żyli przedstawiciele dynastii Plantagenetów, którzy mieli przynajmniej tak samo dobre prawo do tronu. I nawet jeśli nie występowali z roszczeniami, mogli się do nich odwołać wrogowie Tudorów. Pamięć okrucieństw niedawnej wojny domowej wciąż była żywa.
W 1520 siostrzeniec Katarzyny, król Hiszpanii i przyszły cesarz Karol V Habsburg, przybył do Anglii i namawiał Henryka do sojuszu skierowanego przeciwko Francji. Natychmiast po jego wyjeździe Henryk razem z Katarzyną udali się na spotkanie z królem Francji, Franciszkiem I na słynnym Polu Złotogłowia. Ale w ciągu dwóch lat Henryk wypowiedział Francji wojnę, a Karol V był znowu w Anglii i omawiał z parą królewską swoje zaręczyny z księżniczką Marią.

### Sprawa uznania nieważności małżeństwa

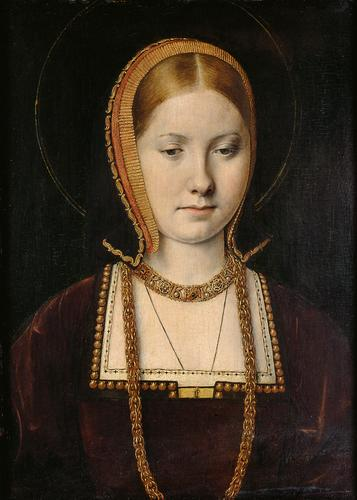
Katarzyna Aragońska według Michaela Sittowa (ok. 1503)

Katarzyna twierdziła, że nie skonsumowała swego związku z Arturem. Jednocześnie prawo kanoniczne zakazywało „brania wdowy po bracie”, zwłaszcza jeżeli nie była już dziewicą. Król Henryk VII, ojciec Henryka VIII i założyciel dynastii Tudorów, pragnął, aby Henryk poślubił ją jednak dla przypieczętowania przymierza z Hiszpanią. Nie bez znaczenia był motyw finansowy – w wypadku odesłania jej musiał zwrócić połowę dużego posagu i oddać ziemię w Anglii, co nadszarpnęłoby finanse królestwa. Po śmierci ojca Henryk VIII poślubił więc Katarzynę, przyjmując, iż jej małżeństwo ze starszym bratem nie zostało skonsumowane. Na wszelki wypadek papież wydał specjalną dyspensę. Stosunki między Henrykiem i Katarzyną układały się nie najlepiej, nie tylko ze względu na brak męskiego potomka. Dla Katarzyny ważne były przede wszystkim interesy rodzinnej Hiszpanii (w listach do swego ojca, króla Ferdynanda Aragońskiego, pisała nawet o Anglii jako o „lennach Waszej Królewskiej Mości”), co szkodziło polityce króla Anglii, jej męża. W 1524 było już pewne, że Henryk nie doczeka się męskiego potomka z Katarzyną. Przestali spędzać razem noce.
W 1523 roku zaczął się romans Henryka z Marią Boleyn, damą dworu Katarzyny, starszą siostrą Anny Boleyn. Maria urodziła mu dwoje dzieci – córkę Katarzynę i syna, ale i ten romans szybko się zakończył w 1525 roku, gdyż Henryk zakochał się w jej młodszej siostrze – Annie.
W 1525 zaczął się romans Henryka z Anną Boleyn, damą dworu Katarzyny, młodszą od niej o 16 lat. Henryk zaczął żywić przekonanie, że jego małżeństwo było przeklęte i dlatego nie mógł doczekać się żywego męskiego potomka. Szukał potwierdzenia w Biblii i zaczął publicznie wyrażać wątpliwości co do legalności swojego małżeństwa. Rozpoczęła się długa droga do stwierdzenia nieważności małżeństwa z Katarzyną, które było przeszkodą w osiągnięciu najważniejszego celu Henryka – posiadania legalnego męskiego potomka. Tylko to zapewniało trwałość dynastii i chroniło Anglię przed kolejną wojną domową.
Na sugestię, by się usunęła z dworu i udała do klasztoru, Katarzyna odrzekła, iż Bóg nie powołał jej do klasztoru i jest prawowitą i wierną żoną Henryka. Wówczas Henryk postanowił odwołać się do Stolicy Apostolskiej. Nic nie mówiąc o swoich planach kardynałowi Wolseyowi, wysłał swojego sekretarza Williama Knighta do papieża Klemensa VII z prośbą, by ten anulował dyspensę Juliusza II, jako wydaną na podstawie fałszywych poszlak. Papież był w tym czasie więźniem cesarza Karola V i jednocześnie bratanka Katarzyny (było to wkrótce po Sacco di Roma w maju 1527) i Knight miał trudności z samym dotarciem do papieża – ostatecznie wrócił z kwitkiem. Wobec tego Henryk przekazał sprawę Wolseyowi. Udało mu się zwołać sąd kościelny w Anglii z udziałem przedstawicieli papieża, Henryka i Katarzyny, ale papież nie udzielił swoim legatom odpowiednich prerogatyw i wkrótce ich odwołał. Zakazał Henrykowi zawierania kolejnego małżeństwa. Wysiłki Wolseya zakończyły się niepowodzeniem, został odwołany z urzędu w 1529.
Do licznych stronników Katarzyny, która w Anglii cieszyła się ogromną popularnością, należeli biskup John Fisher, Tomasz More, María de Salinas, siostra Henryka Maria Tudor, William Tyndale, a nawet Marcin Luter. Katarzyna niezłomnie stała na stanowisku, iż jest jedyną i prawowitą żoną Henryka, a w sprawie swojego małżeństwa uznawała tylko autorytet papieża.

### Wygnanie
W 1531 Katarzyna została odesłana z dworu, a jej komnaty zostały przekazane Annie Boleyn. Kiedy arcybiskup Canterbury William Warham zmarł, na jego miejsce został wyznaczony Tomasz Cranmer, który wcześniej podsunął Henrykowi inny sposób rozwiązania problemu, a później został kapłanem rodzinnym Boleynów. Cranmer dowodził, że sprawa legalności małżeństwa ma charakter teologiczny, a papież jest tylko autorytetem w dziedzinie prawa kanonicznego. Uznał, że kwestię teologiczną mogą rozstrzygnąć także doktorzy teologii i należy ją przekazać uniwersytetom.
Po powrocie ze spotkania z królem Francji Franciszkiem I w Calais, Henryk poślubił Annę w prywatnej ceremonii. 23 maja 1533 Cranmer, przewodniczący specjalnego sądu zebranego w kościele klasztornym w Dunstable, orzekł, iż małżeństwo z Katarzyną było nieważne, a pięć dni później uznał ważność małżeństwa z Anną. Następnie Henryk obwołał się głową Kościoła w Anglii oraz ogłosił jego niezależność od Rzymu i papieża. Katarzyna do końca życia uważała się za żonę Henryka i nie uznała żadnego innego tytułu niż królowa Anglii i tak tytułowała ją służba. Resztę życia spędziła w areszcie domowym, oficjalnie nosząc tytuł księżny-wdowy Walii. Najpierw została wysłana do zamku More, a później przeniesiona do zamku Kimbolton. Tam miała do własnej dyspozycji tylko jeden pokój (który opuszczała wyłącznie udając się na mszę świętą). Nosiła tunikę franciszkanów, była tercjarką franciszkańską i często pościła. Jej spowiednikiem był franciszkanin o. John Forest, późniejszy męczennik i błogosławiony. Nie wolno jej było korespondować, rzadko pozwalano przyjmować gości. Nie mogła spotykać się z córką. Marię spotkał podobny los. Henryk oferował im zniesienie niedogodności w zamian za uznanie Anny królową, ale obie odmówiły.
Katarzyna umarła 7 stycznia 1536. Następnego dnia wiadomość o jej śmierci dotarła do króla. W dzień jej pogrzebu Anna Boleyn weszła do komnaty, w której był Henryk, i na jego kolanach zobaczyła jego kolejną miłość – Jane Seymour. Pod wpływem szoku poroniła syna. Katarzyna została pochowana w katedrze w Peterborough zgodnie z ceremonią przynależną księżnej-wdowie. Henryk nie uczestniczył w pogrzebie; ówczesny obyczaj zakazywał obecności króla na pogrzebach. Nie pozwolił Marii przyjechać na pogrzeb matki.
Kiedy po śmierci Katarzyny balsamowano jej zwłoki, okazało się, że jej serce jest sczerniałe. Przez długi czas uważano, że przyczyną jej śmierci było otrucie (z ręki Anny Boleyn lub samego króla). Dzisiejsi eksperci medycyny uważają jednak, że był to rak, o którym wówczas niewiele wiedziano. 22 lata później córka Katarzyny, Maria, również zmarła na raka lub na puchlinę wodną.
Grób Katarzyny Aragońskiej znajduje się w katedrze św. Piotra, Pawła i Andrzeja w Peterborough. Monumentalny nagrobek wzniesiono w czasach wiktoriańskich z okazji restauracji katedry w roku 1891. Fundusze zebrano wśród jej wszystkich imienniczek, Katarzyn wiary katolickiej w Anglii, Szkocji, Irlandii, Australii i Ameryce, chętnych do wsparcia tego projektu.
W 1553 roku pierwszy parlament za rządów córki Katarzyny Marii I Tudor uznał jej małżeństwo za ważne i byłe. Po śmierci Marii nikt, w tym jej przyrodnia siostra Elżbieta I Tudor, nie dokonał rewizji tego postanowienia, wobec czego Katarzyna była w świetle prawa królową Anglii.